# Bọ cánh cứng dưa hấu
Bọ cánh cứng tháng 6 mười đường kẻ, cũng gọi là bọ cánh cứng dưa hấu, tên khoa học Polyphylla decemlineata, là một loài bọ cánh cứng, sinh sống ở tây Hoa Kỳ và Canada. Chúng bị ánh sáng hấp dẫn và ăn lá kim của cây tùng. Chúng phát ra tiếng kêu rít lên khi bị chạm vào hay bi quấy rầy, âm thanh giống của loài dơi. Âm thanh này được tạo ra bởi cánh của chúng đẩy xuống, buộc không khí ra giữa cánh và lưng của chúng. Chúng có thể là dịch hại nông nghiệp ảnh hưởng đến nhiều loại cây trồng vì ấu trùng của chúng ăn rễ cây và có thể làm cây bị suy yếu hoặc chết. 
Chúng có kích thước 3 cm.

## Mô tả
Chúng có kích thước tương đối lớn, một số phát triển đến kích thước lớn từ 1,5 inch (3 cm) trở lên. Giống như các thành viên khác của chi này, con đực có những chiếc râu lớn đặc biệt bao gồm một số phiến lam , chúng sẽ đóng lại khi bị đe dọa. Các râu được sử dụng để phát hiện pheromone do con cái phát ra.  Nắp cánh (elytra) có bốn sọc trắng dài và mỗi sọc ngắn. Mặt dưới của ngực được bao phủ bởi những sợi lông màu nâu.

## Hình ảnh

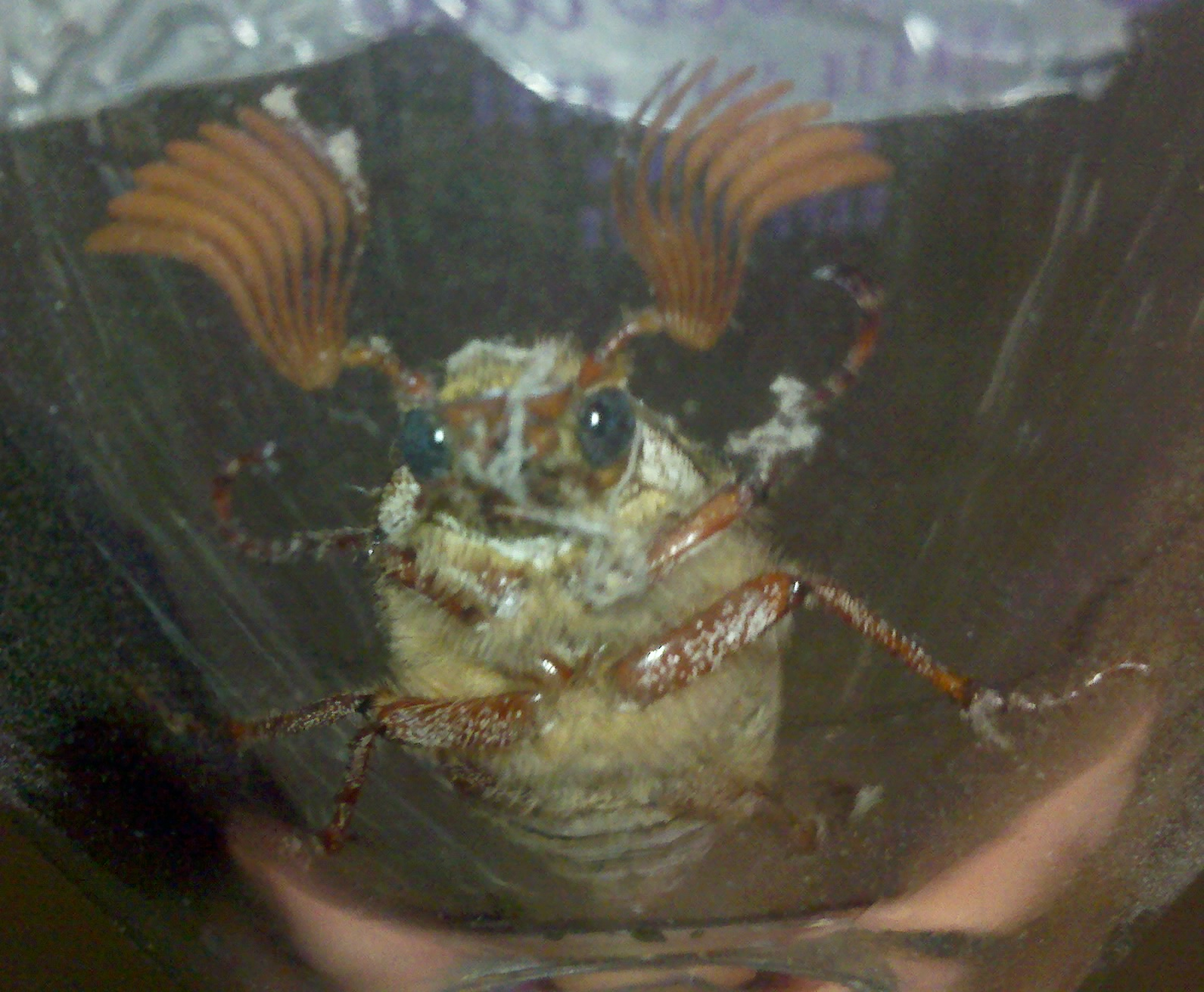
Distinctive antennae consisting of several lamellate plates ♂
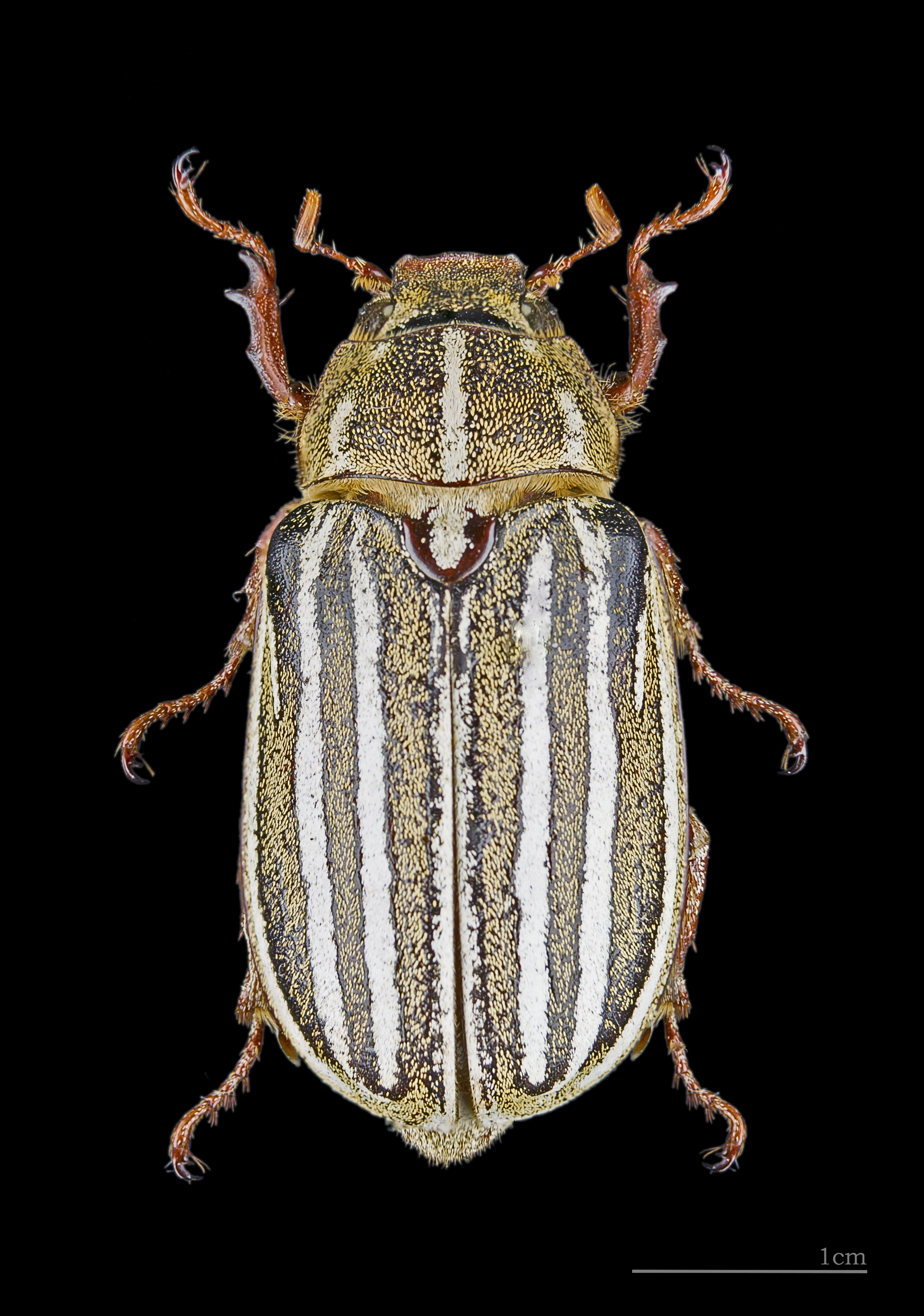
Dorsal side ♀
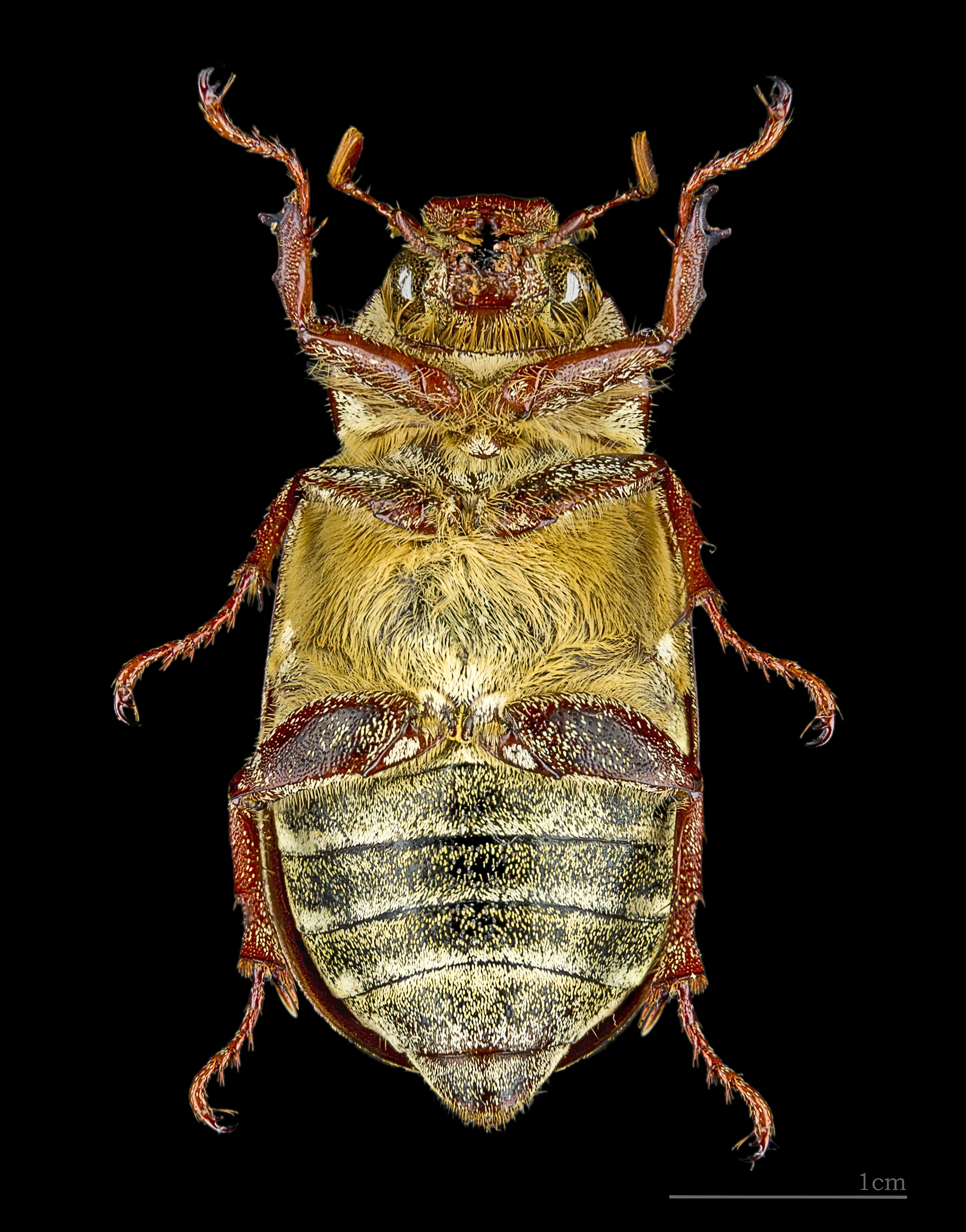
Ventral side ♀